# Tiracola venata
Tiracola venata là một loài bướm đêm trong họ Noctuidae.